# Mihály Ibrányi

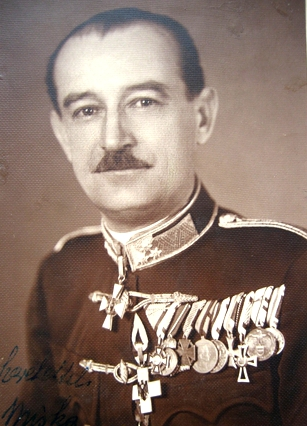
Mihály Ibrányi

Mihály Ibrányi, ungarisch Vajai és ibrányi Ibrányi Mihály (* 5. Dezember 1895 in Debrecen; † 19. Oktober 1962 in Budapest) war österreichisch-ungarischer und ungarischer Offizier der ungarischen Streitkräfte im Ersten und Zweiten Weltkrieg. Zuletzt hatte er den Rang eines Generalleutnants inne. Ibrányi war Inhaber des Ritterkreuz des Eisernen Kreuzes, das nur an acht ungarische Staatsangehörige verliehen wurde.

## Biografie

### Österreich-Ungarn und Erster Weltkrieg
Von 1910 bis 1914 besuchte Ibrányi die Honvéd-Knabenschule in Nagyvárad. Am 28. Juli 1914 trat Österreich-Ungarn in den Ersten Weltkrieg ein und am 1. August wurde Ibrányi zum Fähnrich befördert und dem königlich-ungarischen 29. Infanterie-Regiment zugeteilt. Dort fungierte Ibrányi als Truppenoffizier. Nach einer Verwundung und anschließender Genesung diente Ibrányi in einem Stab, in dem er mit Büroarbeiten betraut war. Am 15. März 1915 wurde er zum Leutnant befördert und seinem alten Regiment wieder zugeteilt. Am 4. Juni 1916 geriet Ibrányi in russische Kriegsgefangenschaft. Während des Russischen Bürgerkrieges wurde Ibrányi am 22. November 1917 aus seiner Gefangenschaft entlassen. Anschließend fungierte er bis Kriegsende als Truppenoffizier an der italienischen Front.

### Ära Horthy und Zweiter Weltkrieg
Nach Beendigung des Krieges in Europa blieb Ibrányi bei den ungarischen Streitkräften, wo er am 1. November 1920 zum Oberleutnant befördert wurde. In dieser Eigenschaft fungierte er zunächst im Stab des Militärbezirkes Miskolc und von 1921 bis 1924 in der I. Infanteriebrigade in Budapest. Danach studierte Ibrányi vom 7. November 1923 bis 1. Oktober 1925 an der königlich-ungarischen Honvéd-Militärakademie in Budapest. Hier wurde er am 1. November 1924 zum Hauptmann befördert. Nach seinem Studium diente Ibrányi zunächst als Truppenoffizier im 6. Artillerie-Regiment sowie von 1926 bis 1927 im Stabsdienst in der 5. gemischten Brigade. Vom 15. Januar 1927 bis 1. November 1930 wurde er als Stabsoffizier im Honvéd-Oberkommando eingesetzt. 1930 heiratete Ibrányi. Danach diente er bis Juli 1938 in der Spionageabwehr im ungarischen Kriegsministerium. Hier wurde Ibrányi am 1. Mai 1933 zum Major und am 1. November 1936 zum Oberstleutnant befördert.
Am 1. August 1938 wurde Ibrányi zum Chef des Generalstabes der 6. Infanteriebrigade ernannt, die später in VI. Korps umbenannt wurde. Dieses befehligte der am 1. November 1939 zum Oberst beförderte Ibrányi bis Mitte November 1940. Danach wechselte er als Abteilungsleiter in die 5. Abteilung des ungarischen Generalstabes über. Am 10. August 1942 erhielt Ibrányi wieder ein Frontkommando und wurde zum Kommandeur der 17. Leichten-Division mit Divisionsstand in Debrecen ernannt. In dieser Funktion erfolgte am 1. Oktober 1942 seine Beförderung zum Generalmajor. Ende 1943 gab Ibrányi das Kommando über die Division ab und wurde am 1. Januar 1944 zum Kommandeur der 16. Infanterie-Division ernannt. Anschließend kommandierte er kurzfristig vom 7. Juli bis 1. August 1944 die 6. Infanterie-Division. Am 1. August 1944 wurde Ibrányi zum Kommandeur der 1. Kavallerie-Division und zum Generalinspekteur der Husaren ernannt.
Am 18. August 1944, dem Tag des Beginns des Warschauer Aufstandes, sollte die Division zu dessen Niederschlagung eingesetzt werden. Ibrányi weigerte sich jedoch und berief sich auf die historisch polnisch-ungarische Freundschaft. Die deutsche Führung nahm den Befehl schließlich zurück. Anschließend wurde die Division nach Ungarn verlegt. Zwischen Donau und Theiß wurde die Division in Kämpfe mit der Roten Armee verwickelt. Dabei gelang es der Division im Zusammenwirken mit einer deutschen Panzerdivision und dem Flak-Regiment 133 die Stadt Kecskemét im Häuserkampf wieder zu besetzen und die sowjetischen Truppen bis zur Theiß zurückzuwerfen. Hierfür erhielt Ibrányi als sechster Ungar am 26. November 1944 das Ritterkreuz des Eisernen Kreuzes verliehen. Der Vorschlag hierfür war am 15. November 1944 beim Heerespersonalamt eingegangen und wurde am 19. November 1944 an Hitler zur Genehmigung eingereicht.
Am 1. November 1944 wurde Ibrányi bei einem Luftangriff bei Bugyi verwundet. Am 15. Dezember 1944 gab Ibrányi das Kommando über die 1. Kavalleriedivision ab und wurde zum Inspekteur der Husaren ernannt. Zugleich wurde er Kommandierender General des V. Korps. Das V. Korps zog sich allmählich von den Karpaten kommend in nordwestliche Richtung zurück. Die Rolle Ibrányis in den letzten Kriegsmonaten ist unvollständig überliefert. Im Februar 1945 soll er jenseits der Donau in andere Kämpfe verwickelt gewesen sein. Am 1. März 1945 erfolgte seine Ernennung zum Inspekteur der Husaren und der Infanterie und im Mai 1945 die Kapitulation vor US-amerikanischen Truppen.

### Volksrepublik Ungarn
Ibrányi wurden später an die Sowjetunion ausgeliefert und 1950 zu 25 Jahren Zwangsarbeit verurteilt. 1956 durfte er vorzeitig nach Ungarn heimkehren. Dort bestritt er als Kesselheizer seinen Lebensunterhalt. Ibrányi verstarb am 19. Oktober 1962 in Budapest.

## Auszeichnungen

### Nationale Auszeichnungen
- Ungarischer Verdienstorden[7]
  - Kommandeurskreuz mit Stern am Kriegsband mit Kriegsabzeichen und Schwertern[7]
  - Kommandeurskreuz mit Stern[7]
  - Offizierskreuz[7]
- Karl-Truppenkreuz[7]
- Verwundetenmedaille mit einem Streifen[7]
- Ungarische Weltkriegs-Erinnerungsmedaille mit Schwertern[7]
- Erinnerungsmedaille an die Befreiung Siebenbürgens[7]
- Ungarische Bronzene Medaille am grünen Band[7]
- Kreuz für nationale Verteidigung[7]
- Militär-Offiziersdienstabzeichen II. und III. Klasse[7][2]
- Militärverdienstkreuz III. Klasse mit Kriegsabzeichen und Schwertern[7]

### Ausländische Auszeichnungen
- Eisernes Kreuz II. und I. Klasse[2]
- Verdienstorden vom Deutschen Adler 1. Klasse mit Schwertern[2]
- Ritterkreuz des Eisernen Kreuzes am 26. November 1944[8]
- Orden der Weißen Rose Kommandeurkreuz[2]